# Rally Rías Baixas de 2008
El Rally Rías Baixas de 2008, oficialmente 44.º Rally Rías Baixas, fue la cuadragésimocuarta edición y la cuarta cita de la temporada 2008 del Campeonato de España de Rally. Fue también puntuable para la Challenge Clio R3, el Desafío Peugeot, la Mitsubishi Evo Cup y la Nissan 350 Z. Se celebró del 30 al 31 de mayo y contó con un itinerario de diez tramos que sumaban un total de 171 km cronometrados.
Enrique García Ojeda se adjudicó la victoria por delante de Sergio Vallejo y Luis Monzón y amplió su ventaja al frente del campeonato nacional.

## Itinerario
| Día   | Tramo | Nombre       | Distancia | Ganador              | Líder                |
| ----- | ----- | ------------ | --------- | -------------------- | -------------------- |
| Día 1 | TC1   | As Nieves 1  | 14.35 km  | Luis Monzón          | Luis Monzón          |
| Día 1 | TC2   | Covelo 1     | 23.62 km  | Enrique García Ojeda | Sergio Vallejo       |
| Día 1 | TC3   | As Nieves 2  | 14.35 km  | Enrique García Ojeda | Enrique García Ojeda |
| Día 1 | TC4   | Covelo 2     | 23.62 km  | Sergio Vallejo       | Enrique García Ojeda |
| Día 1 | TC5   | Fornelos 1   | 11.37 km  | Sergio Vallejo       | Enrique García Ojeda |
| Día 1 | TC6   | Fornelos 2   | 11.37 km  | Enrique García Ojeda | Enrique García Ojeda |
| Día 1 | TC7   | Ponteareas 1 | 18.37 km  | Enrique García Ojeda | Enrique García Ojeda |
| Día 1 | TC8   | Mondariz 1   | 17.96 km  | Enrique García Ojeda | Enrique García Ojeda |
| Día 1 | TC9   | Ponteareas 2 | 18.37 km  | Enrique García Ojeda | Enrique García Ojeda |
| Día 1 | TC10  | Mondariz 2   | 17.96 km  | Luis Monzón          | Enrique García Ojeda |

## Clasificación final
| Pos. | Piloto               | Copiloto            | Automóvil                      | Tiempo    | Diferencia |
| ---- | -------------------- | ------------------- | ------------------------------ | --------- | ---------- |
| 1.   | Enrique García Ojeda | Jordi Barrabés      | Peugeot 207 S2000              | 1:42:34.5 | 0.0        |
| 2.   | Sergio Vallejo       | Diego Vallejo       | Porsche 997 GT3 RS 3.6         | 1:43:01.7 | +27.2      |
| 3.   | Luis Monzón          | José Carlos Déniz   | Peugeot 207 S2000              | 1:43:29.5 | +55.0      |
| 4.   | Miguel Ángel Fuster  | José Vicente Medina | Fiat Abarth Grande Punto S2000 | 1:43:41.8 | +1:07.3    |
| 5.   | Sergio Pérez         | Pablo Marcos        | Fiat Abarth Grande Punto S2000 | 1:44:52.0 | +2:17.5    |
| 6.   | Armide Martín        | Carlos del Barrio   | Ferrari 360 Rally              | 1:45:25.0 | +2:50.5    |
| 7.   | Alberto Hevia        | Alberto Iglesias    | Mitsubishi Lancer Evo IX       | 1:46:09.7 | +3:35.2    |
| 8.   | Joan Vinyes          | Jordi Mercader      | Renault Clio R3                | 1:47:44.3 | +5:09.8    |
| 9.   | Pedro Burgo          | Marcos Burgo        | Mitsubishi Lancer Evo IX       | 1:47:49.0 | +5:14.5    |
| 10.  | Manuel Aviñó         | Ignacio Aviñó       | Porsche 997 GT3 RS 3.6         | 1:48:37.7 | +6:03.2    |